# L'Impensable Vérité
L'Impensable Vérité (Imaginary Friend) est un téléfilm américain réalisé par Richard Gabai, diffusé le 2 juin 2012 sur Lifetime.

## Synopsis
Emma est une jeune artiste mariée à Brad, un célèbre psychiatre. Cependant la jeune femme est traumatisée : quand elle était petite, son père colérique et violent battait sa mère. Il finira par la tuer avant de se suicider. Pour échapper à cette ambiance familiale néfaste, Emma s'était inventée une amie imaginaire. Aujourd'hui, elle est sous traitement pour faire disparaître ses visions. Elle a hérité de la fortune de son père, mais ne peut y toucher. Jugée instable, seul son mari a procuration sur ses comptes. De plus, à la suite de ces visions, la vie du couple bat de l'aile, encore plus depuis qu'Emma a arrêté de prendre ses médicaments. Elle revoit ainsi son amie qui lui parle, la conseille et lui réapprend à avoir confiance en elle. Cependant la vérité est plus cruelle : son mari n'a pas que de bonnes intentions. Pourquoi veut-il impérativement la faire interner dans un hôpital psychiatrique ? Son amie imaginaire l'est-elle vraiment ? Et quel est le lien entre elle et Brad ?

## Fiche technique
- Titre original : Imaginary Friend
- Titre français : L'Impensable Vérité
- Réalisation : Richard Gabai
- Scénario : Brian D. Young et Christine Gauthier
- Photographie : Scott Peck
- Musique : Aaron Symonds
- Pays d'origine : États-Unis
- Langue originale : anglais
- Format : couleur
- Genre : thriller psychologique
- Durée : 86 minutes

## Distribution
- Lacey Chabert (VF : Marie Giraudon) : Emma
- Ethan Embry (VF : Pierre Tessier) : Brad
- Amanda Schull (VF : Anne Tilloy) : Brittany
- Paul Sorvino (VF : Patrice Melennec) : Jonathan
- Jacob Young : Docteur Kent
- Marc McClure : Docteur McQueen
- Angeline-Rose Troy : Molly
- Ted McGinley (VF : Edgar Givry) : Officier Cameron
- Kayla Madison : Emma enfant
- Mila Brener : Brittany enfant
- Heather Tom (VF : Marine Boiron) : Grace
- Sam Page (VF : Alexandre Gillet) : Robert
- Larry Poindexter (en) : Duane
- Matt Knudsen : Karl
- Deena Dill (en) : Veronica
- Michelle Anne Johnson : Officier Jones
- Richard Portnow : Dan
- Andrea Evans : Angela
- Nadia Lanfranconi : Patiente de Brad
- Marlene Manes : Hôtesse

- Version française :
  - Société de doublage : Mediadub International[1]
  - Direction artistique : Réjane Schauffelberger[2]

## Accueil
Le téléfilm a été vu par 941 000 téléspectateurs lors de sa première diffusion.